# L'Été, deux fois
L'Été, deux fois est l'unique roman de Christian Costa (né à Béziers en 1954), paru aux Éditions de Minuit en 1989.

## Résumé
Le roman se déroule pendant un été que raconte Boz, un narrateur de trente-quatre ans, marié à Madame et père de Mademoiselle. Installé dans un appartement en bord de mer, il partage son temps entre l’inaction (allongé sur la plage) et l’envie de « commencer quelque chose », sans qu’on sache vraiment quoi. Parallèlement à ce présent estival, le souvenir de Commons, un ami décédé cinq ans plus tôt, traverse sans cesse la conscience de Boz. On suit aussi Llach, autre connaissance de Boz, qui rêvait de devenir matador mais finit livreur.

## Analyse
L'Été, deux fois, par son histoire ténue, s'inscrit dans la tendance du roman minimaliste, amorcé avec la publication, en 1985, de La salle de bain de Jean-Philippe Toussaint. Son style, caractérisé par un usage singulier des incises (« Puis Madame disparait dans la cuisine, zut, mes carottes sont sur le feu »), rattache Christian Costa aux auteurs du courant dit « post-moderne » comme Christian Oster et Jean Echenoz.
Le roman, au protagoniste impassible, est parfois cité comme une illustration de la procrastination en littérature. Il a été rapproché de Oblomov de Ivan Gontcharov, de L'Étranger de Camus et de L'Homme qui dort de Georges Perec. En 1992, la revue communiste La Pensée considère que L'Été, deux fois « offre la réflexion la plus profonde qui soit sur le chômage, sans jamais user du style documentaire »

## Postérité
En septembre 2009, Guillaume Daban, admirateur du roman, expose à la Galerie Nicolas Deman l'ensemble des archives recueillies (manuscrits, tapuscrits, extraits, correspondance, photos, montages) concernant le livre de Christian Costa et œuvre pour le faire rééditer.
En 2023, Fabrice Caillet publie N'ajouter rien pour raconter son obsession pour L'Été, deux fois après le vol de son exemplaire dans un café. Une rencontre entre Fabrice Chillet et Christan Costa est organisée à la Maison de la Poésie le 17 novembre 2023. Le roman est finalement réédité la même année, et bénéficie d'une nouvelle couverture médiatique.